# Hexatoma (Eriocera) nigrochalybea
Hexatoma (Eriocera) nigrochalybea is een tweevleugelige uit de familie steltmuggen (Limoniidae). De soort komt voor in het Neotropisch gebied.